# Frysk Faksiste Front
Die Frysk Faksiste Front (Friesische Faschisten Front) (FFF) war eine niederländische bzw. friesische Kleinpartei.
Sie wurde im Mai 1933 durch R.P. Sybesma und Jan Melles van der Goot ins Leben gerufen.
Die Partei war praktisch nur auf dem Papier existent und ist wahrscheinlich in der ersten Hälfte des Jahres 1934 in der NSB aufgegangen.
Dadurch waren ihr auch nie Wahlerfolge beschieden.
Politisch ließ sie sich eher vom faschistischen Italien als vom nationalsozialistischen Deutschland beeinflussen, was bei rechtsextremen niederländischen Parteien zu dieser Zeit keine Seltenheit war.
1938 erfolgte der Übergang der FFF in die Fryske Folkspartj (FFP).